# Svenska forskningsinstitutet i Istanbul
Svenska forskningsinstitutet i Istanbul (SFII) är ett svenskt statsstött forskningsinstitut i Istanbul i Turkiet. Institutet bildades 1962 för att främja svensk och nordisk forskning om Turkiet, Främre Orienten och Centralasien. Det drivs av en stiftelse med finansiellt stöd av svenska staten. Direktör är Olof Heilo (sedan 2022). Ordförande i styrelsen för den ideella förening som driver institutet är ambassadör Christer Asp. 

## Byggnad
Institutet ligger i Dragomanhuset sedan 1969, på samma tomt där Sveriges generalkonsulat (Svenska Palatset i Istanbul) med kansli och residens ligger. Tomten köptes av svenska staten 1757 och byggnaden uppfördes på 1700-talet, med en ny övervåning, ritad av den italienske arkitekten Peverata omkring 1830, efter det att den ursprungliga i trä brunnit upp 1829.
Dragomanhuset renoverades under ledning av arkitekten Bernardo Bottarlini från 1885, varvid den byggdes på med en tredje våning. Denna ombyggnad stod sig till 1990 då huset åter byggdes om. År 2011 jordbävningssäkrades Dragomanhuset. Idag är översta våningen föreståndarens bostad, andra våningen innehåller kansli, arbetsrum och en samlingssal, och på entrévåningen finns bibliotek, forskningssal och ett gemensamt kök. I källaren byggdes på 1990-talet Andrén-auditoriet med plats för 60 personer.
I september 2010 invigdes ännu en byggnad, det nya annexet, strax bakom Dragomanhuset. Från palatsets tomt ser annexet ut som en tvåvåningsbyggnad men från gränden bakom ser man ett sex våningar högt trähus. Annexet innehåller elva gästrum, två mötesrum, kök och en gemensam uteplats.